# Spazio scenico
Lo spazio scenico o scena (dal greco σκηνή skēnḕ) è quel luogo collocato di fronte alla cavea in cui si svolge un evento spettacolare. Quando è definito architettonicamente da un edificio teatrale, si identifica con il palcoscenico che in realtà ne è un elemento.

## Spazi scenici
- Palcoscenico: all'interno di un teatro, è definito da tre pareti eventualmente dotate di quinte, e una quarta 'parete aperta' delimitata in alto e ai lati dal boccascena; in genere è composto da tavole di legno, e la parte terminale, più vicina al pubblico, è chiamata proscenio.
- Palco è un termine più generico, che si può applicare al palcoscenico quanto alle tensostrutture utilizzate per i concerti o per gli spettacoli all'aperto.
- Tappeto: è lo spazio scenico della danza contemporanea, di solito costituito da un tappeto di linoleum nero. Negli anni '70, Peter Brook definì lo spazio scenico del suo teatro come lo spazio all'interno di un tappeto, utilizzando veri e propri tappeti per delimitarlo, ovunque si trovasse a presentare i suoi spettacoli.
- Lo spazio scenico utilizzato dal teatro di strada sono i marciapiedi e le piazze delle città.

Uscire di scena vuol dire, per un personaggio, abbandonare la storia; per un attore, abbandonare la produzione.